# Buchsteinhaus
Das Buchsteinhaus ist eine Schutzhütte der Ortsgruppe Bad Ischl der Naturfreunde Österreichs (NFÖ). Sie liegt in den Ennstaler Alpen und befindet sich auf einer Höhe von 1571 m ü. A. im sogenannten Krautgartl auf Höhe der Waldgrenze unterhalb der Südwestseite des Großen Buchsteins hoch über der Enns.

## Geschichte
Schon in den ersten Auflagen seines Führerwerkes berichtet der „Vater des Gesäuses“ Heinrich Heß von der sagenhaften Aussicht am Hohen Krautgartl. Heß musste sich jedoch noch einige Jahrzehnte gedulden, bis im Jahr 1924 das Buchsteinhaus als Stützpunkt genutzt werden konnte, denn zuvor scheiterten etliche Ansuchen um eine Baubewilligung, die erst im Jahr 1921 erteilt wurde. Ausgangspunkt für die Bauarbeiten war die ehemalige Pichlmayeralm am Brucksattel. Von dort wurde zunächst der mit Serpentinen versehene Zubringersteig errichtet. Auf diesem schleppten drei Jahre lang 200 Helfer Unmengen an Baumaterial, darunter 258 Lärchenstämme, ganze Waggonladungen an Holz und hunderte Kilogramm an Ziegel und Zement zum Bauplatz. Am 10. August 1924 wurde die Hütte als Naturfreundehaus auf dem Großen Buchstein eröffnet.
1979 ging das Haus von den St. Pöltner Naturfreunden in die Obhut der Ortsgruppe Steyr über. Es war das Jahr, in dem der strenge Winter den Fundamenten derart zusetzte, dass das Haus abzustürzen drohte. Im Zuge der Sanierung entstanden eine etwas größere Küche und unter der Terrassenanlage geräumige Wasch- und Arbeitsräume. Mit der Errichtung des Pfannl-Maischberger-Klettersteiges in der Südwand des Großen Buchsteins setzte ein unerwartet starker Besucherstrom ein. Die Bewirtschaftung per Kettenwagen wurde zunehmend schwieriger und so kam es im Jahr 2006 zum Bau der lang ersehnten Materialseilbahn. Nach dem Absinken einer Hausecke kurz danach erfolgte der Abbruch und in den Jahren 2008 bis 2010 ein kostenintensiver Neubau. Das neue Buchsteinhaus verfügt nun über zwei Gaststuben, große Matratzenlager, sowie eine Panoramaterrasse. In der Küche werden regionale Produkte verarbeitet. Seit 2021 ist das Buchsteinhaus im Besitz der Naturfreunde Ortsgruppe Bad Ischl.

## Wege

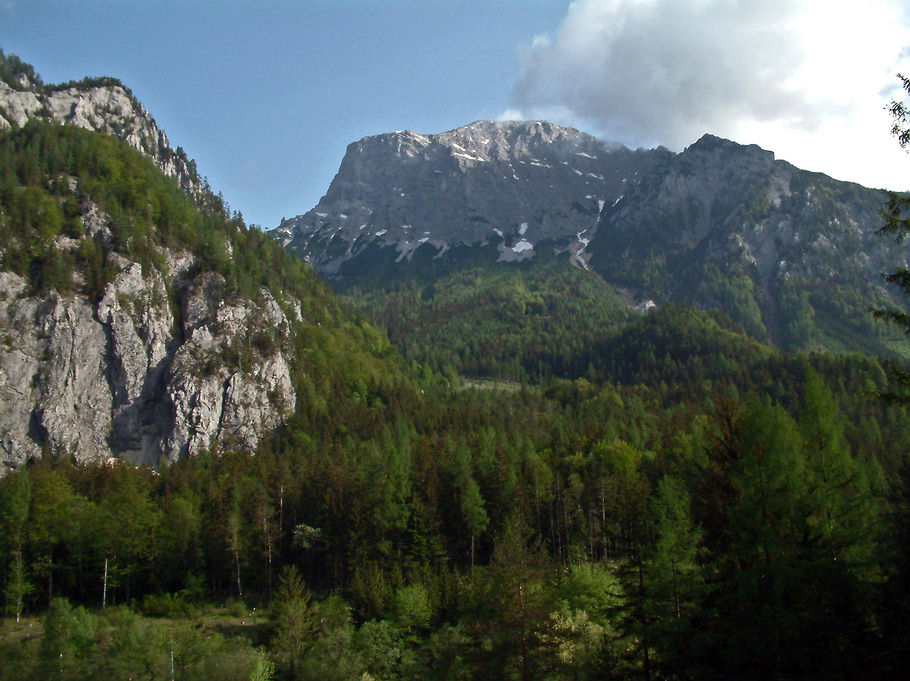
Blick auf den Großen Buchstein aus dem Gesäuse

### Zustieg
Der Zustieg erfolgt aus dem Ennstal von der Gesäuse Straße (Parkplatz beim Nationalpark-Pavillon) über den Brucksattel (1117 m) in rund drei Stunden. Mühsamer gelangt man vom im Gemeindegebiet von St. Gallen gelegenen, ehemaligen Gasthaus Eisenzieher zur Hütte. Dieser Anstieg führt durch das Große Billbachtal an den Fuß der Admonter Frauenmauer und unterhalb der Westabstürze des Buchsteinstocks querend in rund 5 Stunden zur Hütte.

### Gipfelbesteigungen
Die Hütte ist der einzige Stützpunkt für die Besteigung des Großen Buchsteins und der Admonter Frauenmauer. Durch die West- und Südabstürze des Buchsteinstocks führen eine Vielzahl von Routen in allen Schwierigkeiten, die allesamt im Bereich der Hütte liegen, wie z. B. Normalweg, Wengerweg, Südgrat Klettersteig und der Buchstein Westgrat.

### Übergänge zu anderen Hütten
Alle Übergänge zu anderen Hütten erfolgen durch Abstiege ins Tal.